# Savarin

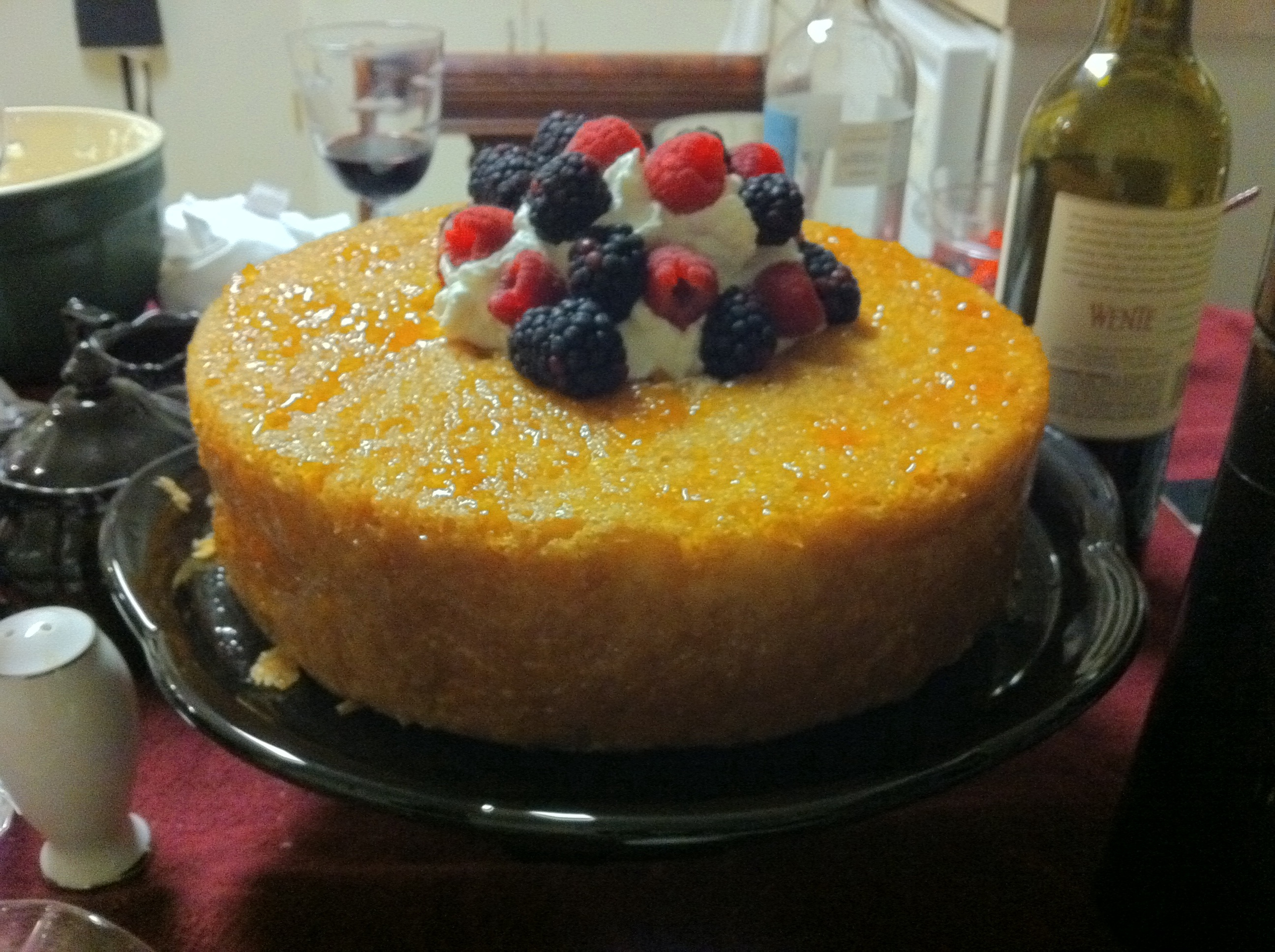

Ein Savarin ist ein mit dem Baba au rhum verwandter Kuchen, der als Dessert oder zum Kaffee serviert wird. Ihren Namen erhielt die Süßspeise von einem Pariser Pâtissier namens Julien, der um 1840 mit dem elsässischen Baba au rhum experimentierte, zu Ehren des französischen Richters, Schriftstellers, Gourmets und Gastronomiekritikers Jean Anthelme Brillat-Savarin. Julien verwendete für seinen Savarin die gleiche Masse wie für den Baba, ließ jedoch die Trockenfrüchte weg und tränkte ihn mit einem „geheimen“ Sirup.
Die Rezepte für den Savarin variieren regional. Charakteristisch für einen Savarin ist die ringförmige Gestalt und das Tränken des Kuchens mit alkoholischer Flüssigkeit oder Sirup. Der Teig ist ein sehr weicher, eierreicher Hefe- oder Sandkuchenteig. Häufig wird der Savarin mit Rum getränkt und glasiert, die Öffnung wird oft mit frischen Früchten gefüllt und in der Regel mit geschlagener Sahne serviert.
Es gibt aber auch die Variante ohne Loch in der Mitte, ein aufgeschnittener Mazarin, der mit Sahne-Creme eingestrichen wird.